# Gouvernement Dbeibah
État de Libye
el-Sarraj
al-Thani 
Le gouvernement Abdel Hamid Dbeibah, aussi appelé gouvernement d'unité nationale (GNU), est le gouvernement de la Libye depuis le 15 mars 2021.
Il succède aux deux gouvernements rivaux de Fayez el-Sarraj et Abdallah al-Thani.

## Historique

### Formation
Abdel Hamid Dbeibah est choisi le 5 février 2021 par le Forum de dialogue politique libyen parrainé par l'ONU pour succéder à Fayez el-Sarraj au poste de Premier ministre de Libye.
Le 10 mars 2021, à l'issue d'une session parlementaire de trois jours tenue à Syrte, son gouvernement obtient la confiance de la Chambre des représentants. Après avoir pris leurs fonctions le 13 mars, les membres du gouvernement prêtent serment le 15 mars suivant à Tobrouk

### Motion de censure
Le 21 septembre 2021, la Chambre des représentants vote une motion de censure par 89 députés sur les 113 présents et la Chambre des représentants annonce le remplacement du gouvernement pour le 8 février 2022. 
Le 10 février, le Parlement élit Fathi Bachagha au poste de Premier ministre. Abdel Hamid Dbeibah refuse cependant de quitter le pouvoir, estimant que son mandat court jusqu'en juin 2022 et qu'il ne transférera le pouvoir qu'à un exécutif élu,.
Bachagha obtient la confiance de la Chambre des représentants le 1er mais Dbeibah refuse de lui céder le pouvoir, estimant que le quorum n'a pas été atteint et que des fraudes ont eu lieu. Son gouvernement ne contrôle alors plus que la région de Tripoli mais demeure reconnu internationalement.

## Composition
Le gouvernement est composé de deux vice-Premiers ministres, six ministres d'État et 24 ministres.
| Portefeuille                                                             | Ministre                                                                          |
| ------------------------------------------------------------------------ | --------------------------------------------------------------------------------- |
| Premier ministre                                                         | Abdel Hamid Dbeibah                                                               |
| Vice-Premier ministre                                                    | Hussein Atiya Abdul Hafeez Al-Qatrani                                             |
| Vice-Premier ministre                                                    | Ramadan Ahmed Boujenah                                                            |
| Ministre de la Défense                                                   | Vacant (poste occupé collégialement par le Conseil présidentiel)                  |
| Ministre de l'Agriculture                                                | Hamad Abdul-Razzaq Taher Al-Marimi                                                |
| Ministre des Ressources financières                                      | Tariq Abdel Salam Mustafa Abu Flika                                               |
| Ministre de l'Alimentation et des Ressources marines                     | Tawfiq Saeed Moftah Al-Dorsi                                                      |
| Ministre des Sports                                                      | Abdul Shafi` Hussein Muhammad Al-Juifi                                            |
| Ministre du Plan                                                         | Kamel Braik Al-Hassi                                                              |
| Ministre des Affaires étrangères et de la Coopération internationale     | Najla Mangoush (jusqu'au 28/08/2023). Fathallah al-Zani (intérim)                 |
| Ministre de la Santé                                                     | Ali Muhammad Miftah Al-Zinati                                                     |
| Ministre de l'Éducation                                                  | Musa Muhammad al-Maqrif                                                           |
| Ministre du Tourisme                                                     | Abd Al-Salam Abdullah Al-Lahi-Tiki                                                |
| Ministre de l'Intérieur                                                  | Khaled Tijani Mazen (jusqu'au 23/07/2022) Badr Al-Din Al-Sadiq Al-Toumi (intérim) |
| Ministre de l'Environnement                                              | Ibrahim Al-Arabi Mounir                                                           |
| Ministre du Travail                                                      | Ali Al-Abed Al-Reda Abu Azoum                                                     |
| Ministre des Affaires sociales                                           | Wafaa Abu Bakr Muhammad al-Kilani                                                 |
| Ministre de la Culture                                                   | Mabrouka Othman Oki                                                               |
| Ministre de l'Enseignement supérieur et de la Recherche                  | Imran Muhammad Abdul Nabi Al-Qeeb                                                 |
| Ministre de l'Enseignement technique                                     | Saeed Sifaw                                                                       |
| Ministre de l'Industrie                                                  | Ahmed Ali Muhammad Omar                                                           |
| Ministre de la Justice                                                   | Halima Ibrahim Abdel Rahman                                                       |
| Ministre du Service civique                                              | Abdul Fattah Saleh Muhammad Al-Khawja                                             |
| Ministre des Transports                                                  | Muhammad Salem Al-Shahoubi                                                        |
| Ministre du Logement de la Construction                                  | Zuhair Ahmed Mahmoud                                                              |
| Ministre du Gouvernement local                                           | Badr Al-Din Al-Sadiq Al-Toumi                                                     |
| Ministre de la Jeunesse                                                  | Fathallah Abd al-Latif Al-Zani                                                    |
| Ministre de l'Économie et du Commerce                                    | Mohamed Hwej                                                                      |
| Ministre du Pétrole et de l'Énergie                                      | Muhammad Ahmad Muhammad Aoun                                                      |
| Ministre des Finances                                                    | Khaled Al-Mabrouk Abdullah                                                        |
| Ministre d'État pour les Déplacés et les Droits de l'homme               | Ahmed Faraj Mahjoub Abu Khuzam                                                    |
| Ministre d'État pour la Communication et les Affaires politiques         | Walid Ammar Muhammad Ammar Al-Lafi                                                |
| Ministre d'État pour l'Immigration                                       | Ijdid Maatouk Jadeed                                                              |
| Ministre d'État pour les Affaires du Premier ministre et du Gouvernement | Adel Jumaa Amer                                                                   |
| Ministre d'État pour l'Affaire des Femmes                                | Houria Khalifa Miloud                                                             |
| Ministre d'État pour les Affaires économiques                            | Salama Ibrahim Al-Ghwail                                                          |